# 末日重始
《末日重始》是一部英國生存片，由馬哈利·亞貝洛執導，由茱蒂·康默、凱薩琳·華特斯頓、班奈狄克·康柏拜區、馬克·史壯主演，改編自梅根·亨特的同名小說。

## 概要
一場生態危機之後，一位新手媽媽帶著她的孩子放棄了被洪水淹沒的家，向北逃亡。

## 角色
- 茱蒂·康默
- 凱薩琳·華特斯頓
- 班奈狄克·康柏拜區
- 馬克·史壯
- 喬爾·弗萊（英语：Joel Fry (actor)）
- 吉娜·麥基（英语：Gina McKee）
- 妮娜·索薩尼亞（英语：Nina Sosanya）

## 製作
班奈狄克·康柏拜區的公司「SunnyMarch with Hera Pictures」於2017年5月在梅根·亨特的處女作《末日重始》 (The End We Start From) 出版前獲得了該書的版權。利亞·克拉克（Leah Clarke）、亞當·阿克蘭（Adam Ackland）、利茲·馬歇爾、蘇菲·亨特、艾米·傑克遜（Amy Jackson）一起被宣佈為製片人。2022年5月，宣布 馬哈利·亞貝洛將執導愛麗絲·伯克根據小說改編的劇本。2022年8月，據透露，凱薩琳·華特斯頓已加入演員陣容。2022年9月，確認班奈狄克·康柏拜區、馬克·史壯、喬爾·弗萊、吉娜·麥基、妮娜·索薩尼亞已加入演員陣容，主要拍攝工作已在倫敦開始。據報導，該項目的預算為900萬英鎊。還確認參與該項目的還有擔任電影攝影師蘇西·拉維爾（Suzie Lavelle）、擔任服裝設計師PC.威廉姆斯（PC Williams）、擔任製作設計師勞拉·埃利斯-克里克斯（Laura Ellis-Cricks）以及髮型和化妝設計師路易絲·科爾斯（Louise Coles）。

### 選角
2022年8月，據透露凱瑟琳·沃特斯頓已加入演員陣容。2022年9月，確認康柏拜區、馬克·史壯、喬爾·弗萊、吉娜·麥基和尼娜·索薩尼亞加入演員陣容，主要拍攝工作已在倫敦開始。馬克·史壯與安東公司的凱特·麥克斯韋、范妮·蘇利爾和彼得·恩格斯以及BBC電影的克勞迪婭·尤瑟夫一起被任命為執行製片人。電影從C2 Motion Picture Group獲得了資金，戴夫·卡普戴（Dave Caplan）和賈森·布洛斯（Jason Cloth）擔任執行製片人，國家彩票資金則通過英國電影協會獲得，莉齊·弗蘭克（Lizzie Francke）擔任執行製片。

### 拍攝
主要拍攝地點位於牛津郡南部，廢棄的寄宿學校卡梅爾學院及倫敦。

## 發行
2023年5月，特色娛樂公司和共和國影業分別獲得了英國和美國的發行權。

### 評價
根据評論匯總网站爛番茄汇总的17篇评论文章，88%的评论家给予该作正面评价，平均打分为7.1分（满分10分）
在Metacritic上，8位影評人共給予了62分的分數（滿分100分），這部電影獲得了「普遍好評」。

## 外部連結
互联网电影数据库（IMDb）上《末日重始》的资料（英文）